# Ulica Długa w Gdańsku
Ulica Długa (kaszb. Długô Gasa) – reprezentacyjna ulica Gdańska, biegnąca przez Główne Miasto w dzielnicy Śródmieście. Jej przedłużeniem jest Długi Targ, z którym stanowi tzw. Drogę Królewską.

## Historia
W XIII wieku pełniła funkcję traktu kupieckiego, z przedłużeniem w postaci owalnego placu targowego. Był to wtedy prawdopodobnie główny ciąg drożny Gdańska.
Po zajęciu Gdańska przez Zakon krzyżacki, trakt ten stał się najważniejszy na całym Głównym Mieście. Od 1331 bywa określana w dokumentach miejskich jako Longa Platea. W średniowieczu cały odcinek od ówczesnej Bramy Długoulicznej (dziś Brama Złota) aż do Bramy Kogi (dzisiejsza Brama Zielona) był uznawany jako jedna ulica.
Od zawsze Długa i Długi Targ były częścią miasta zamieszkiwaną przez najzamożniejszych. Kamienice należały do najzacniejszych patrycjuszy, kupców i ludzi piastujących wysokie urzędy. Z powodu uroczystych parad, przeprowadzanych nią w latach 1457-1552, wzięła się jej nazwa Droga Królewska. Tu właśnie wynajmowano królom polskim obszerne kwatery, a z okazji świąt rodziny królewskiej wyprawiano huczne fajerwerki.
Wygląd ulicy zmieniał się przez wieki. W XIX w. zaczęły z niej znikać przedproża (ostatnie usunięto w 1872). Sama ulica i Targ zostały wybrukowane w 1882 kostkami importowanymi ze Skandynawii (wcześniej była pokryta kamieniami polnymi). W okresie późniejszym przez ulicę poprowadzono linię tramwajową. W okresie międzywojennym proponowano jej modernizację w duchu kubizmu. Przed 1945 ulica nosiła nazwę Langgasse.

## Po II wojnie światowej
W 1945 ulica Długa została całkowicie zniszczona, a dziś, po odbudowie, stanowi atrakcję turystyczną. Usunięto szyny tramwajów (kursujących tędy do 1959), a na miejscu starych kostek brukowych pojawił się szlifowany granit. Obecnie na ulicy odbywa się wyłącznie ruch pieszy.
W 1953 otwarto przy ulicy kino "Leningrad" na 1200 miejsc – przez szereg lat największe kino w mieście. W kompleksie znajdowały się także mniejsze kina Helikon i Kameralne. Po zamknięciu kina w l. 2015-2018 kosztem 70 mln zł przeprowadzono przebudowę budynku na hotel Hampton by Hilton Gdansk Old Town, w którego podziemiu 25 listopada 2018  otwarto kino studyjne (Kino Kameralne Cafe) na 50 miejsc. Zdobiąca boczną elewację dawnego kina Neptun mozaika Anny Fiszer zostanie zdemontowana i złożona w składnicy konserwatorskiej.

## Kamieniczki przy ulicy Długiej
- Dom Ferberów
- Dom Uphagena
- Dom Schumannów
- Kamienica Czirenbergów
- Lwi Zamek
- Budynek Urzędu Pocztowego Gdańsk 50

Na kamienicy przy ulicy Długiej 61 znajduje się fryz z l. 50. XX wieku, przedstawiający życie dawnego Gdańska: biesiadujących i rozprawiających na przedprożu mieszczan, zarysy kamienic, nabrzeże z beczkami i statki na Motławie. Jego autorami byli Edward Roguszczak i Stanisław Mizerski.
Na ul. Długiej 35 w l. 1984-2022 znajdowało się Rosyjskie Centrum Nauki i Kultury, zwane następnie jako Rosyjski Dom w Gdańsku.